# 947-й штурмовой авиационный полк
947-й штурмовой авиационный Севастопольский полк — авиационная воинская часть ВВС РККА штурмовой авиации в Великой Отечественной войне.

## Наименование полка
За весь период своего существования полк своего наименования не менял:
- 947-й штурмовой авиационный полк[1][2];
- 947-й штурмовой авиационный Севастопольский полк[2];
- 947-й истребительно-бомбардировочный авиационный Севастопольский полк[2];
- 947-й авиационный Севастопольский полк истребителей-бомбардировщиков[2];
- 947-й бомбардировочный Севастопольский авиационный полк[2];
- Войсковая часть (Полевая почта) 15558[2].

## История и боевой путь полка
Сформирован при 1-й запасной авиационной бригаде 25 июля 1942 года на основании Директивы заместителя НКО СССР № 340199 по штату 015/282 на самолётах Ил-2. Формирование полк закончил 24 марта 1943 года в Кинель-Черкасы.

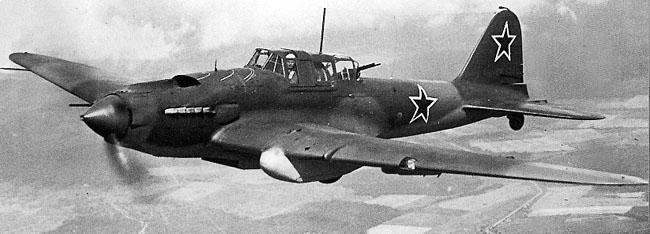
Штурмовик Ил-2 стоял на вооружении полка с 1943 года.

После формирования полк 17 июля 1943 года вошел в состав 289-й штурмовой авиадивизии 8-й воздушной армии. С середины июля полк с дивизией участвует в Миусской операции, разгроме таганрогской группировки противника, освобождении Донбасса и наступлении вплоть до р. Молочная. В октябре 1943 года принимает участие в прорыве обороны противника на р. Молочная и преследовании его до Днепра. В январе — феврале 1944 года полк в составе дивизии 7-го штурмового авиакорпуса 8-й воздушной армии 4-го Украинского фронта участвовал в ликвидации никопольского плацдарма противнка, содействуя войскам 3-й гвардейской армии в овладении городом Никополь и созданию плацдарма на правом берегу р. Днепр.

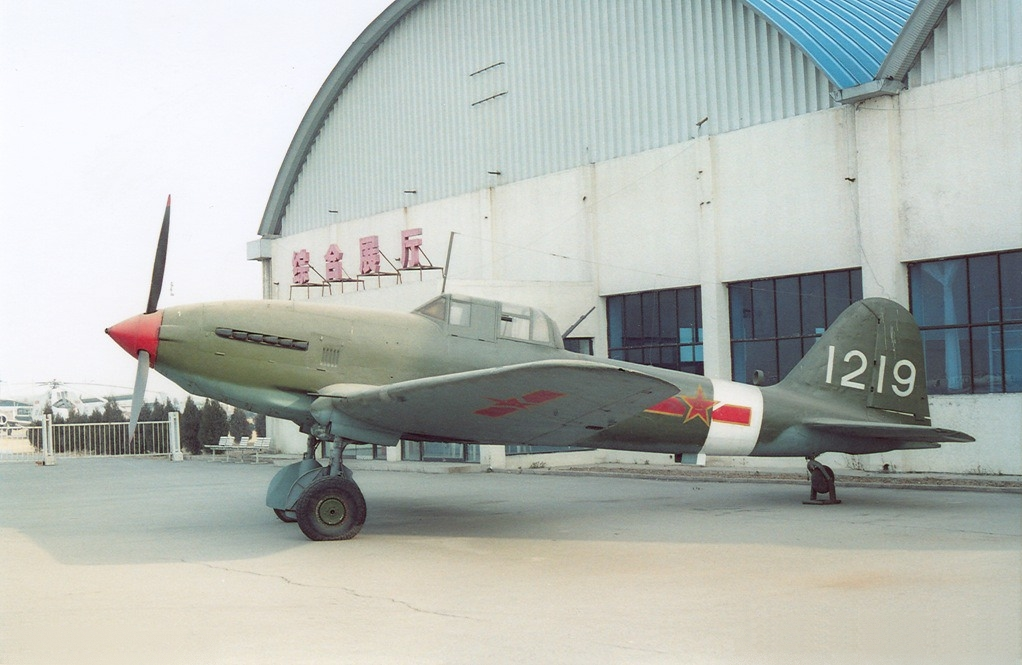
Штурмовик Ил-10 стоял на вооружении полка с конца 1945 года. На фотографии сохранившийся экземпляр самолёта в китайском музее авиации.

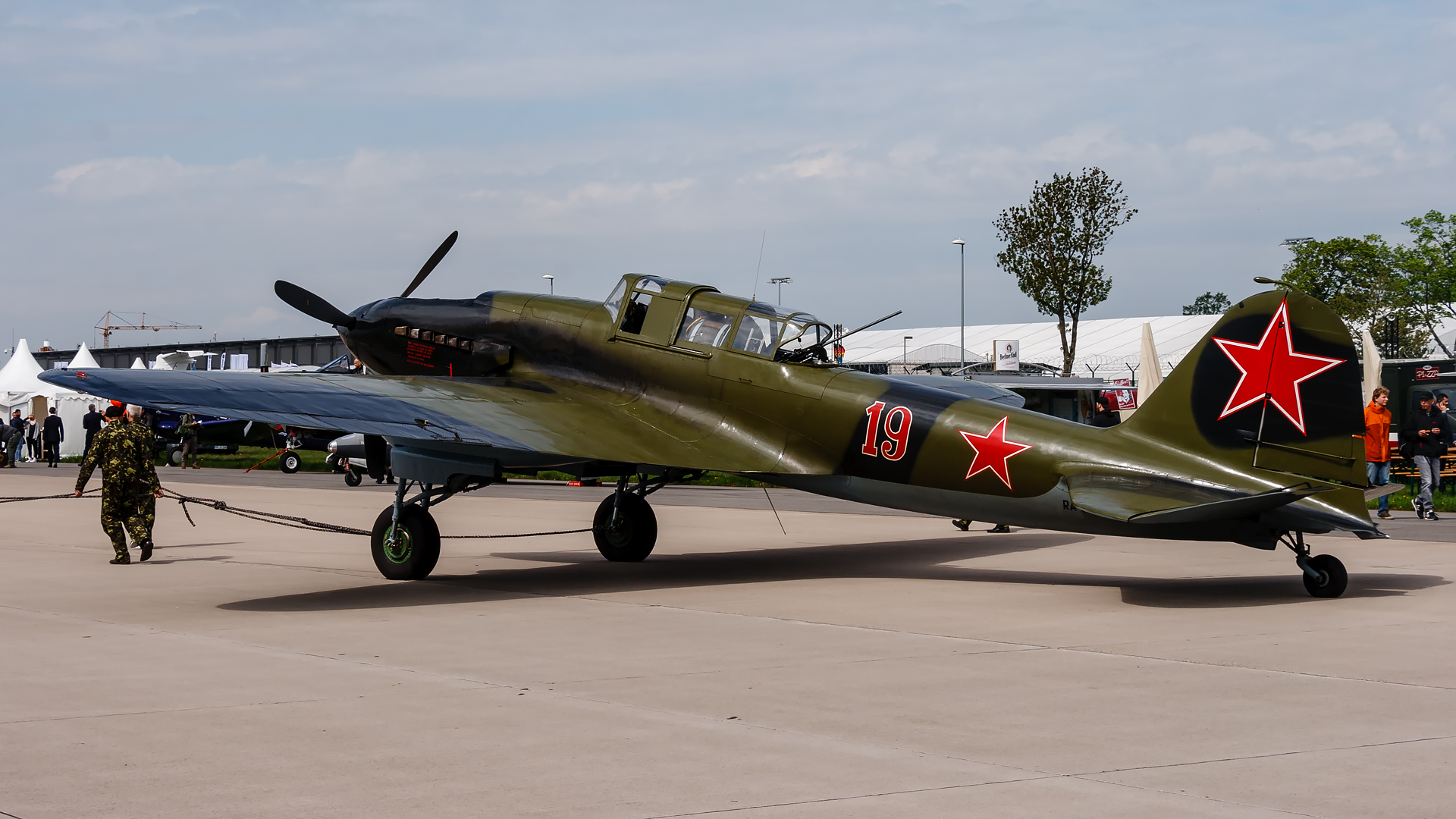
Конструкторы называли разработанный ими штурмовик Ил-2 «летающим танком», пилоты-истребители люфтваффе прозвали его «бетонным самолётом» (нем. Betonflugzeug), солдаты вермахта называли его «чумой» (нем. Schwarzer Tod, дословно: «чёрная смерть»). Штурмовик Ил-2 стоял на вооружении полка с 9 июня 1941 года.

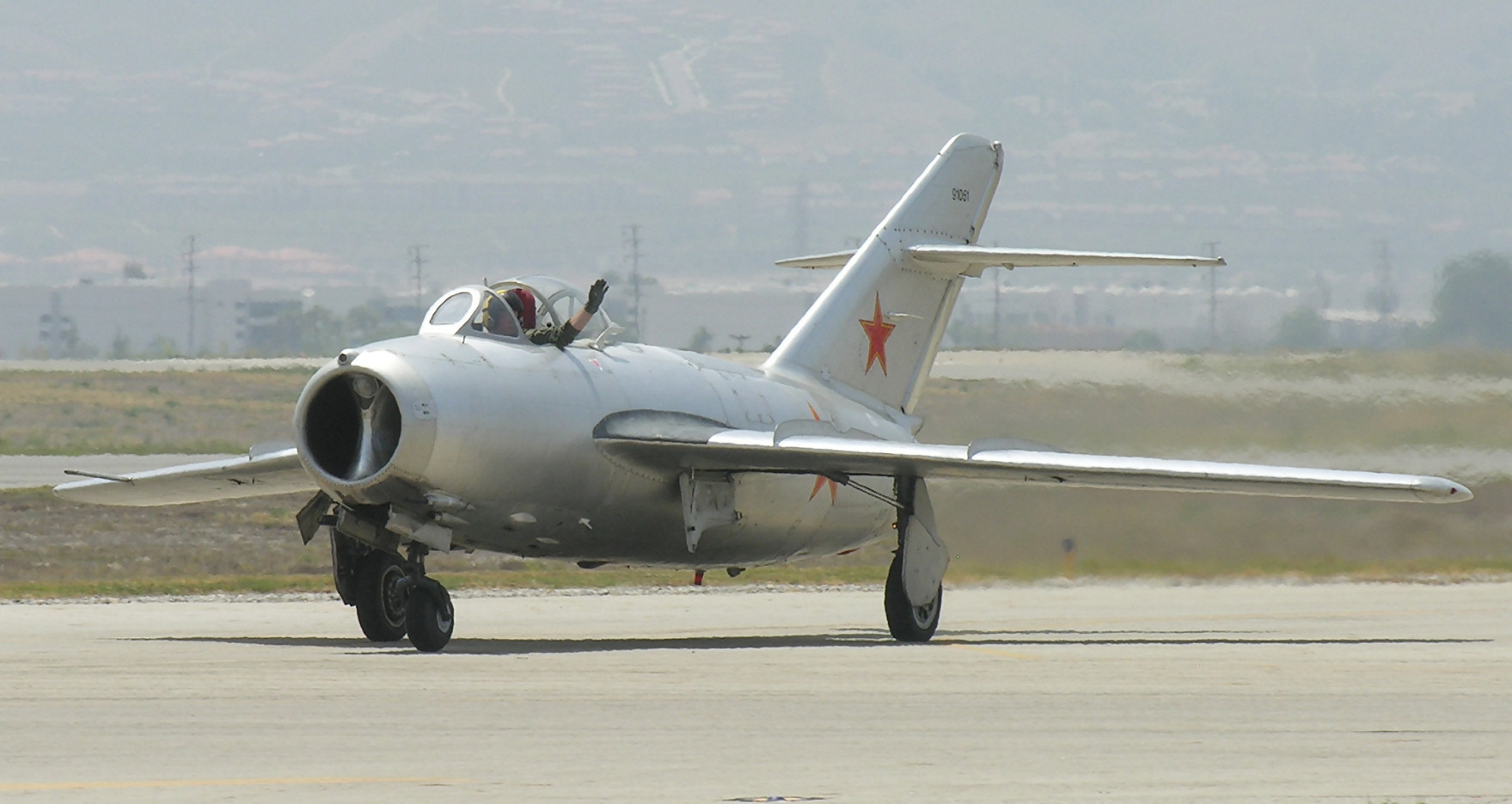
Новый МиГ-15 полк получил в начале 1950-х годов и использовал их по наземным и воздушным целям, как истребитель-бомбардировщик, положив начало новому рода авиации — истребительно-бомбардировочной авиации.

В апреле 1944 года участвовал в прорыве обороны противника на Перекопском перешейке и Сиваше, с 15 апреля по 10 мая содействовал наземным войскам в освобождении города Севастополь. В Крымской операции вел боевую работу, базируясь в Подовке, в Скворцовке, а с 14 апреля — на аэродромах Крыма Старый Кудияр, Люксембург и Карачакмак, с 19 апреля — Ашага-Джамин, Биюк-Токсаба, Октоберфельд и Темеш. За отличие в боях при овладении штурмом крепостью и важнейшей военно-морской базой на Чёрном море городом Севастополь 24 мая 1944 года полку присвоено почётное наименование «Севастопольский».
В августе 1944 года в составе дивизии и 7-го штурмового авиакорпуса переброшен в 14-ю воздушную армию 3-го Прибалтийского фронта, где вел боевые действия на тартусском и рижском направлениях. Затем был переброшена на 1-й Прибалтийский фронт в состав 3-й воздушной армии, где до конца 1944 года вел бои на мемельском, тильзитском и либавском направлениях. На заключительном этапе войны содействовал войскам 1-го и 2-го Прибалтийского фронтов в разгроме курляндской группировки противника.
Всего за войну полк выполнил 2822 боевых вылета, понеся потери: 44 экипажа и 91 самолёт. При этом полк уничтожил 38 самолётов противника (7 на земле и 31 в воздухе), 301 танк, 150 орудий полевой артиллерии, 2 моста и 1 переправу, 86 вагонов и 1828 автомашин, 34 бронемашины, 8140 солдат и офицеров.
В составе действующей армии полк находился с 15 апреля по 16 мая, с 17 августа 1944 года по 16 апреля 1945 года.
До окончания войны полк в составе двизии и 7-го штурмового авиакорпуса находился в резерве Ставки ВГК. В сентябре 1945 года перебазировался на аэродром Дубно в Львовский военный округ в состав 14-й воздушной армии. В конце 1945 года полк получил новый самолёт Ил-10.
В 1949 году в связи с массовым переименованием 7-й штурмовой авиационный корпус переименован в 68-й штурмовой авиационный корпус, а 14-я воздушная армия в 57-ю воздушную армию. Новые переименования не коснулись ни дивизию, ни полка. В середине 1950-х годов полк получил на вооружение новый самолёт МиГ-15, который использовался в штурмовом варианте. С возникновением нового рода Фронтовой авиации — истребительно-бомбардировочной авиации, дивизия была передана в её состав, 29 апреля 1956 года поменяла свое наименование на 289-ю истребительно-бомбардировочную авиационную Никопольскую Краснознамённую дивизию, 68-й штурмовой авиакорпус расформирован в составе 57-й воздушной армии, а полк стал именоваться 947-й истребительно-бомбардировочный авиационный полк. В 1974 году полк получил первые Су-7Б.
В 1976 году произошла смена наименований, в ноябре 1976 года дивизия переименована в 289-ю авиационную Никопольскую Краснознамённую дивизию истребителей-бомбардировщиков, а полк — в 947-й авиационный полк истребителей-бомбардировщиков. В 1977 году на смену Су-7Б полк получил фронтовой бомбардировщик и стал именоваться 947-й бомбардироврчный авиационный полк. После переименования полк перешел в прямое подчинение штабу воздушной армии.
В 1984 году в Черлянах Львовской области была сформирована 56-я бомбардировочная авиационная дивизия в составе 24-й воздушной армии ВГК ОН. Полк вошел в её состав, продолжая базирование на аэродроме Дубно. С 1987 года начал получать на вооружение самолёты Су-24М. После распада СССР в январе 1992 года полк перешел под юрисдикцию Украины.

## Командиры полка
- майор, подполковник Рябчевский Михаил Федорович, 1943—1945
- подполковник Мордовцев Георгий Дмитриевич, врид

## В составе соединений и объединений
| Дата          | Фронт (округ)                                        | Армия                       | Корпус                            | Дивизия                                                  | Примечания |
| ------------- | ---------------------------------------------------- | --------------------------- | --------------------------------- | -------------------------------------------------------- | ---------- |
| 15.04.1943 г. | Южный фронт                                          | 8-я воздушная армия         | 10-й смешанный авиационный корпус | 289-я штурмовая авиационная дивизия                      |            |
| 21.07.1943 г. | Южный фронт                                          | 8-я воздушная армия         | 7-й штурмовой авиационный корпус  | 289-я штурмовая авиационная дивизия                      |            |
| 20.10.1943 г. | 4-й Украинский фронт                                 | 8-я воздушная армия         | 7-й штурмовой авиационный корпус  | 289-я штурмовая авиационная дивизия                      |            |
| 16.05.1944 г. | Резерв ВГК                                           | -                           | 7-й штурмовой авиационный корпус  | 289-я штурмовая авиационная дивизия                      |            |
| 01.06.1944 г. | Харьковский военный округ                            | ВВС округа                  | 7-й штурмовой авиационный корпус  | 289-я штурмовая авиационная дивизия                      |            |
| 17.08.1944 г. | 3-й Прибалтийский фронт                              | 14-я воздушная армия        | 7-й штурмовой авиационный корпус  | 289-я штурмовая авиационная дивизия                      |            |
| 17.10.1944 г. | 1-й Прибалтийский фронт                              | 3-я воздушная армия         | 7-й штурмовой авиационный корпус  | 289-я штурмовая авиационная дивизия                      |            |
| 01.02.1945 г. | 2-й Прибалтийский фронт                              | 15-я воздушная армия        | 7-й штурмовой авиационный корпус  | 289-я штурмовая авиационная дивизия                      |            |
| 01.04.1945 г. | Ленинградский фронт Курляндская группа войск         | 15-я воздушная армия        | 7-й штурмовой авиационный корпус  | 289-я штурмовая авиационная дивизия                      |            |
| 16.04.1945 г. | Резерв ВГК                                           | -                           | 7-й штурмовой авиационный корпус  | 289-я штурмовая авиационная дивизия                      |            |
| 09.05.1945 г. | Резерв ВГК                                           | -                           | 7-й штурмовой авиационный корпус  | 289-я штурмовая авиационная дивизия                      |            |
| 01.10.1945 г. | Прикарпатский военный округ                          | 14-я воздушная армия        | 7-й штурмовой авиационный корпус  | 289-я штурмовая авиационная дивизия                      |            |
| 20.02.1949 г. | Прикарпатский военный округ                          | 57-я воздушная армия        | 68-й штурмовой авиационный корпус | 289-я штурмовая авиационная дивизия                      |            |
| 01.04.1956 г. | Прикарпатский военный округ                          | 57-я воздушная армия        | -                                 | 289-я истребительно-бомбардировочная авиационная дивизия |            |
| 01.04.1968 г. | Прикарпатский военный округ                          | 14-я воздушная армия        | -                                 | 289-я истребительно-бомбардировочная авиационная дивизия |            |
| 01.11.1976 г. | Прикарпатский военный округ                          | 14-я воздушная армия        | -                                 | 289-я авиационная дивизия истребителей-бомбардировщиков  |            |
| 01.06.1978 г. | Прикарпатский военный округ                          | 14-я воздушная армия        | -                                 | -                                                        |            |
| 05.09.1984 г. | Главное командование войск Юго-Западного направления | 24-я воздушная армия ВГК ОН | -                                 | 56-я бомбардировочная авиационная дивизия                |            |
| 01.01.1992 г. | Главное командование войск Юго-Западного направления | 24-я воздушная армия ВГК ОН | -                                 | 56-я бомбардировочная авиационная дивизия                |            |

## Участие в операциях и битвах

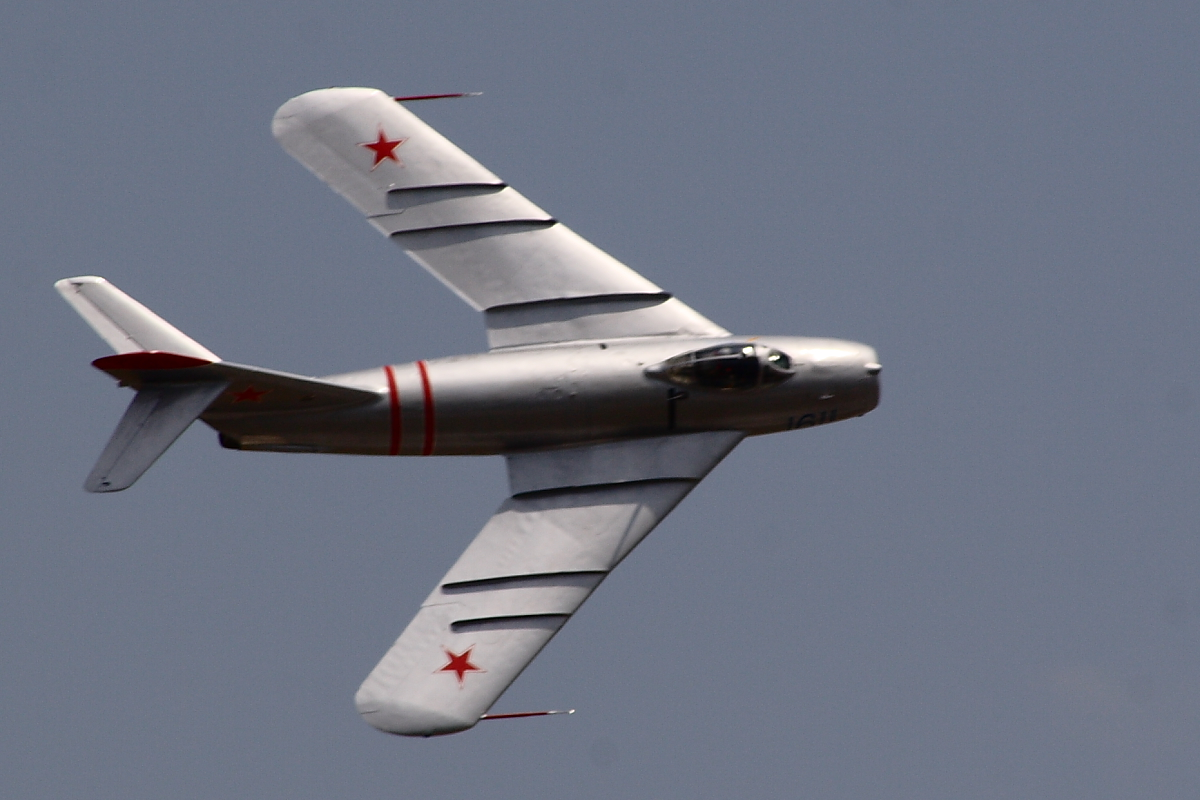
Дальнейшее оснащение истребительно-бомбардировочной авиации шло самолётами МиГ-17, которые полк получил в 1960-м году.

- Миусская операция с 21 июля 1943 года по 2 августа 1943 года.
- Донбасская операция с 13 августа 1943 года по 22 сентября 1943 года.
- Никопольская операция[6] с 26 сентября 1943 года по 5 ноября 1943 года.
- Никопольско-Криворожская операция с 30 января 1944 года по 29 февраля 1944 года.
- Крымская наступательная операция[6] с 8 апреля 1944 года по 12 мая 1944 года.
- Тартуская операция с 17 августа 1944 года по 6 сентября 1944 года.
- Прибалтийская операция с 14 сентября 1944 года по 24 ноября 1944 года.
- Рижская операция с 8 октября 1944 года по 22 октября 1944 года.

## Почётные наименования

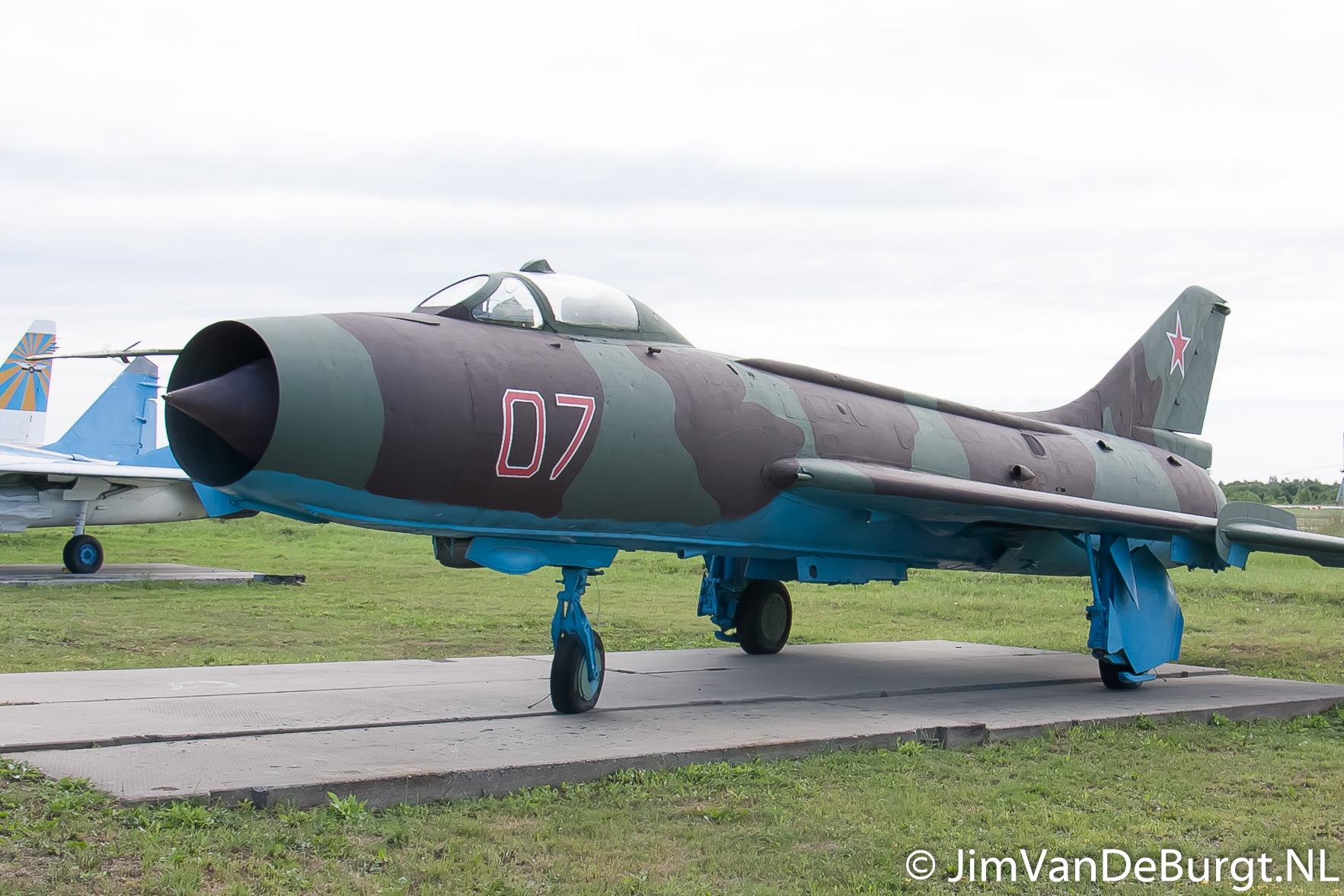
Истребитель-бомбардировщик Су-7Б полк получил в 1974 году.

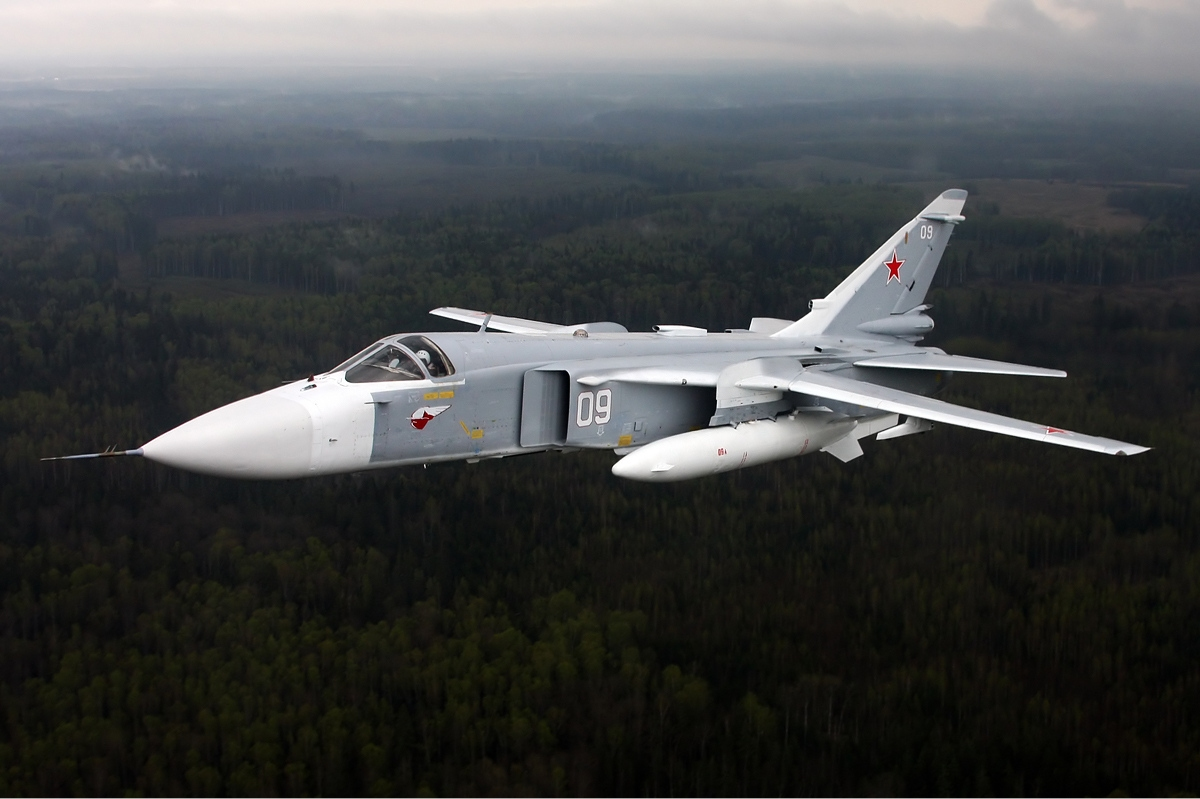
Получив на вооружение в 1977 году фронтовой бомбардировщик Су-24 полк перешел в бомбардировочную авиацию. На фотографии показан Су-24М. Эту модификацию полк начал получать в 1987 году.

- 947-му штурмовому авиационному полку за отличие в боях при овладении штурмом крепостью и важнейшей военно-морской базой на Чёрном море городом Севастополь Приказом НКО СССР от 24 мая 1944 года на основании приказа ВГК № 111 от 10 мая 1944 года присвоено почётное наименование «Севастопольский»[7].

## Благодарности Верховного Главнокомандующего
Воины полка особо отмечены Благодарностью Верховного Главнокомандующего:
- За прорыв обороны противника северо-западнее и юго-западнее города Шауляй (Шавли) и овладении важными опорными пунктами обороны немцев Телыпай, Плунгяны, Мажейкяй, Тришкяй, Тиркшляй, Седа, Ворни, Кельмы, а также овладении более 2000 других населенных пунктов[8].

В составе 7-го штурмового авиакорпуса воинам полка объявлены Благодарности Верховного Главнокомандующего:
- За прорыв сильно укрепленной обороны немцев на их плацдарме южнее города Никополь на левом берегу Днепра, ликвидации оперативно важного плацдарма немцев на левом берегу Днепра и овладении районным центром Запорожской области — городом Каменка, а также занятием более 40 других населенных пунктов[9].
- За отличие в боях при прорыве сильно укрепленной обороны противника на Перекопском перешейке, овладении городом Армянск, выход к Ишуньским позициям, форсировании Сиваша восточнее города Армянск, прорыве глубоко эшелонированной обороны противника в озерных дефиле на южном побережье Сиваша и овладении важнейшим железнодорожным узлом Крыма — Джанкоем[10].
- За отличие в боях при овладении штурмом крепостью и важнейшей военно-морской базой на Чёрном море городом Севастополь[7].
- За отличие в боях при овладении штурмом городом и крупным узлом коммуникаций Тарту (Юрьев-Дерпт) — важным опорным пунктом обороны немцев, прикрывающим пути к центральным районам Эстонии[11].
- За отличие в боях при овладении городом и крупным железнодорожным узлом Валга — мощным опорным пунктом обороны немцев в южной части Эстонии[12].

## Отличившиеся воины
- Бараненко Владимир Яковлевич, старший лейтенант, заместитель командира эскадрильи 947-го штурмового авиационного полка 289-й штурмовой авиационной дивизии 7-го штурмового авиационного корпуса 15-й воздушной армии Указом Президиума Верховного Совета СССР 15 мая 1946 года удостоен звания Герой Советского Союза. Золотая Звезда № 9104
- Кравцов Алексей Савельевич, капитан, командир эскадрильи 947-го штурмового авиационного полка 289-й штурмовой авиационной дивизии 7-го штурмового авиационного корпуса 3-й воздушной армии Указом Президиума Верховного Совета СССР 23 февраля 1945 года удостоен звания Герой Советского Союза. Золотая Звезда № 5931
- Карачун Владимир Григорьевич, капитан, командир эскадрильи 947-го штурмового авиационного полка 289-й штурмовой авиационной дивизии 7-го штурмового авиационного корпуса 15-й воздушной армии Указом Президиума Верховного Совета СССР 15 мая 1946 года удостоен звания Герой Советского Союза. Золотая Звезда № 6650
- Кучин Борис Максимович, старший лейтенант, командир звена 947-го штурмового Севастопольского авиационного полка 289-й штурмовой Никопольской Краснознамённой авиационной дивизии 7-го штурмового Севастопольского авиационного корпуса 15-й воздушной армии указом Президента Российской Федерации № 1554 от 1 октября 1993 года удостоен звания Российской Федерации.
- Миннибаев Гумер Хазинурович, старший лейтенант, заместитель командира эскадрильи 947-го штурмового авиационного полка 289-й штурмовой авиационной дивизии 7-го штурмового авиационного корпуса 14-й воздушной армии Указом Президиума Верховного Совета СССР 23 февраля 1945 года удостоен звания Герой Советского Союза. Золотая Звезда № 7440
- Никулин Александр Семёнович, старшина, Стрелок-радист 947-го штурмового Севастопольского авиационного полка 289-й штурмовой Никопольской Краснознамённой авиационной дивизии 7-го штурмового Севастопольского авиационного корпуса 15-й воздушной армии указом Президента Российской Федерации № 1554 от 1 октября 1993 года удостоен звания Российской Федерации.

## Лётчики, совершившие огненный таран
- экипаж в составе: командир экипажа лётчик младший лейтенант Смуров Константин Макарович и воздушный стрелок сержант Пащенко Михаил Кондратьевич 22 ноября 1943 года совершили огненный таран. Лётчик младший лейтенант Смуров К. М. награждён орденом Красной Звезды.